# Бразуль-Брушковский, Сергей Иванович
Сергей Иванович Бразуль-Брушковский (псевдоним Очевидец, 1879—1925) — журналист газеты «Киевская мысль».

## Биография
Родился в семье коллежского асессора, были несколько братьев, и являлся православным, женился на еврейке. Состоял в партии социалистов-революционеров, в 1908 привлекался Охранным отделением. Работал редактором-издателем «Подольского вестника», оштрафован на 500 рублей, номер конфискован и газета закрыта. 28 июля 1909 в квартире был произведён безрезультатный обыск с целью задержания Бази Бенционовны Обшанской, состоящей в партии социалистов-революционеров. В 1911 проходил по наружному наблюдению в Киеве по партии социалистов-революционеров, под кличкой «Невский». В том же году состоял официальным редактором издающейся в Киеве ежедневной газеты «Киевская копейка» левого направления и в административном порядке был подвергнут взысканиям два раза по 300 рублей, с заменой в случае несостоятельности арестом на 2 месяца каждый раз, оба раза вносил штраф. Заинтересовался процессом по делу Бейлиса, будучи криминальным репортёром прессы Киева и Одессы. Провёл журналистское расследование, в 1913 опубликовал брошюру. После оправдания М.-М. Т. Бейлиса прокурор Киевской судебной палаты Г. Г. Чаплинский добился ареста С. И. Бразуль-Брушковского по обвинению в том, что он не снял головной убор на сельскохозяйственной выставке, когда играли гимн «Боже царя храни». Киевский верховный приговорил к году одиночного заключения в крепости за «оскорбление его величества», который тот полностью отбыл. Проживал в Киеве на Малоподвальной улице, в доме № 17. 30 мая и 20 июля в 1917 допрашивался Чрезвычайной следственной комиссией Временного правительства.
Согласно публикации адвоката А. Д. Марголина умер в 1925, по другим сведениям расстрелян НКВД 2 декабря 1937.
Брат Дмитрий, журналист, умер 20 июля 1924 года, похоронен на Ваганьковском кладбище.